# Chauliognathus lugubris
Chauliognathus lugubris, thường được biết đến như Bọ chiến binh xanh lá, là một loài bọ chiến binh (Cantharidae) nguồn gốc Australia. Nó có cơ thể dẹp dài tới 15 mm với một sọc màu vàng-cam nổi bật sau đốt ngực trước màu đen. Bụng có màu vàng cam nhưng hầu hết bị che khuất bởi cánh cứng màu oliu xanh kim loại. Chúng thường tạo thành bầy giao phối lớn.